# Leucania infatuans
Leucania infatuans là một loài bướm đêm trong họ Noctuidae.